# Athyrium kidoanum
Athyrium kidoanum är en majbräkenväxtart som beskrevs av Kurata. Athyrium kidoanum ingår i släktet Athyrium och familjen Athyriaceae. Inga underarter finns listade.